# Сыщик (фильм, 1971)
«Сыщик» (англ. Gumshoe) — британский кинофильм 1971 года, дебютный полнометражный фильм режиссёра Стивена Фрирза. Главную роль Эдди Гинлея в этом комедийном гангстерском фильме исполнил Альберт Финни.
В этой картине присутствует множество комических моментов, поскольку режиссёр совмещает детективный сюжет с жанром пародии на криминальный фильм. Фильм был снят в Ливерпуле — в кадре можно видеть некоторые старые здания этого города, которых ныне уже нет, в том числе здание биржи труда на улице Лис (англ. Leece).

## Сюжет
Эдди Гинлей работает в ночном клубе, но работа ему не нравится и он стремится её поменять. Эдди уже 31 год, он увлекается детективными книгами и фильмами и мечтает когда-нибудь самостоятельно вести расследование. И вот наконец он решает стать частным детективом, чтобы воплотить свою мечту, и даёт объявление в газету. Через некоторое время ему звонит его первый клиент — детектив надевает плащ, и он готов к расследованию.
Звонивший таинственный незнакомец передаёт новоиспечённому детективу пакет, в котором Гинлей находит деньги, пистолет и фотографию убитого — теперь нужно найти убийцу. В итоге Гинлей выходит на контрабанду оружия и наркотиков. В деле оказываются также замешаны брат Эдди и его невестка, которые пытаются отговорить детектива от расследования. Но Эдди Гинлей в конце концов распутывает это тёмное дело с контрабандой и находит убийцу.

## В ролях
- Альберт Финни — Эдди Гинлей
- Билли Уайтлоу — Эллен
- Фрэнк Финлей — Уильям
- Дженис Рул — миссис Бланкерскун
- Джордж Силвер — де Фриз
- Каролин Сеймур — Элисон
- Билл Дин — Томми

## Реакция
- На сайте IMDb фильм получил рейтинг 6,4 балла (всего проголосовало 239 человек), причём наибольшее количество респондентов (по 54) поставили фильму оценку 6 и 7 баллов.[1]

## Награды и номинации
Награды
Премия Гильдии Авторов Великобритании:
- 1972 — Лучший британский комедийный сценарий (Невилл Смит)

Номинации
Премия BAFTA:
- 1972 — Лучшая мужская роль (Альберт Финни)
- 1972 — Лучший сценарий (Невилл Смит)